# 호정흔
호정흔(중국어: 胡定欣, 병음: Wu Tingyan, 1981년 9월 9일 ~ )은 홍콩의 배우이다.